# Chrionema
Chrionema és un gènere de peixos de la família dels percòfids i de l'ordre dels perciformes.

## Etimologia
Chrionema prové dels mots grecs chrio/chroa (tocar, fregar) i nema (filament).

## Descripció
Es diferencia dels altres percòfids per l'absència de tentacles als maxil·lars i per la fesomia de les aletes.

## Distribució geogràfica
Es troba a la conca Indo-Pacífica (des de la badia de Tosa -el Japó- fins a la mar de la Xina Oriental, l'oest d'Austràlia -Austràlia Occidental-, les illes Chesterfield i les illes Hawaii -com ara, l'illa de Maui-, incloent-hi la Xina, Taiwan, Malàisia i Indonèsia), el Pacífic sud-oriental (3 muntanyes submarines a la part occidental de la serralada submarina Sala i Gómez entre 25° 01′-25° 11′ S i 97° 28′-100° 49′ W), l'Atlàntic occidental central (l'estret de Florida i el mar Carib, incloent-hi l'illa de Cuba) i l'Atlàntic sud-oriental.

## Taxonomia
- Chrionema chlorotaenia (McKay, 1971)[49]
- Chrionema chryseres (Gilbert, 1905)[24]
- Chrionema furunoi (Okamura & Yamachi, 1982)[50]
- Chrionema pallidum (Parin, 1990)[38]
- Chrionema squamentum (Ginsburg, 1955)[51]
- Chrionema squamiceps (Gilbert, 1905)[24][52][53][54][55][56][57][58][59][60]

### Cladograma
| Chrionema | \| \| Chrionema chlorotaenia \| \| \| \| \| \| Chrionema chryseres \| \| \| \| \| \| Chrionema furunoi \| \| \| \| \| \| Chrionema pallidum \| \| \| \| \| \| Chrionema squamentum \| \| \| \| \| \| Chrionema squamiceps \| \| \| \| |
|           | \| \| Chrionema chlorotaenia \| \| \| \| \| \| Chrionema chryseres \| \| \| \| \| \| Chrionema furunoi \| \| \| \| \| \| Chrionema pallidum \| \| \| \| \| \| Chrionema squamentum \| \| \| \| \| \| Chrionema squamiceps \| \| \| \| |
|           | Acanthaphritis |
|           | |
|           | Bembrops |
|           | |
|           | Dactylopsaron |
|           | |
|           | Enigmapercis |
|           | |
|           | Hemerocoetes |
|           | |
|           | Matsubaraea |
|           | |
|           | Osopsaron |
|           | |
|           | Percophis |
|           | |
|           | Pteropsaron |
|           | |
|           | Squamicreedia |
|           | |
|           | Chrionema chlorotaenia |
|           | |
|           | Chrionema chryseres |
|           | |
|           | Chrionema furunoi |
|           | |
|           | Chrionema pallidum |
|           | |
|           | Chrionema squamentum |
|           | |
|           | Chrionema squamiceps |
|           | |

|  | Chrionema chlorotaenia |
|  |                        |
|  | Chrionema chryseres    |
|  |                        |
|  | Chrionema furunoi      |
|  |                        |
|  | Chrionema pallidum     |
|  |                        |
|  | Chrionema squamentum   |
|  |                        |
|  | Chrionema squamiceps   |
|  |                        |